# Gautier Supper
Gautier Supper (Colmar, 1 de octubre de 1990) es un deportista francés que compite en escalada. Ganó una medalla de bronce en el Campeonato Mundial de Escalada de 2016, en la prueba de dificultad.

## Palmarés internacional
| Campeonato Mundial | Campeonato Mundial | Campeonato Mundial | Campeonato Mundial |
| Año                | Lugar              | Medalla            | Prueba             |
| ------------------ | ------------------ | ------------------ | ------------------ |
| 2016               | París (Francia)    | Medalla de bronce  | Dificultad         |